# Eric Remedi
Eric Daian Remedi (Paraná, 4 giugno 1995) è un calciatore argentino, centrocampista del Peñarol.

## Caratteristiche tecniche
È un mediano.

## Carriera
Cresciuto nelle giovanili del Banfield, ha esordito il 6 giugno 2015 in occasione del match pareggiato 0-0 contro il Sarmiento (J).
Il 10 luglio 2018 passa all'Atlanta United disputando tredici partite durante la stagione regolare. Il 5 novembre segna la prima rete da professionista, dando inoltre la vittoria alla propria squadra nei quarti d’andata della fase playoff della MLS. Gioca tutte le partite dei play-off da titolare, inclusa la finale vinta contro i Portland Timbers.

## Statistiche

### Presenze e reti nei club
Statistiche aggiornate al 24 maggio 2025.
| Stagione                | Squadra                 | Campionato              | Campionato | Campionato | Coppe nazionali | Coppe nazionali | Coppe nazionali | Coppe continentali | Coppe continentali | Coppe continentali | Altre coppe | Altre coppe | Altre coppe | Totale | Totale | Totale |
| Stagione                | Squadra                 | Comp                    | Pres       | Reti       | Comp            | Pres            | Reti            | Comp               | Pres               | Reti               | Comp        | Pres        | Reti        | Pres   | Reti   |        |
| ----------------------- | ----------------------- | ----------------------- | ---------- | ---------- | --------------- | --------------- | --------------- | ------------------ | ------------------ | ------------------ | ----------- | ----------- | ----------- | ------ | ------ | ------ |
| 2015                    | Banfield                | PD                      | 4          | 0          | CA              | 1               | 0               | -                  | -                  | -                  | -           | -           | -           | 5      | 0      |        |
| 2016                    | Banfield                | PD                      | 6          | 0          | CA              | 1               | 0               | CS                 | 1                  | 0                  | -           | -           | -           | 8      | 0      |        |
| 2016-2017               | Banfield                | PD                      | 24         | 0          | CA              | 3               | 0               | -                  | -                  | -                  | -           | -           | -           | 27     | 0      |        |
| 2017-2018               | Banfield                | PD                      | 21         | 0          | CA              | 0               | 0               | CL                 | 4                  | 0                  | -           | -           | -           | 25     | 0      |        |
| 2018                    | Atlanta United          | MLS                     | 13+5       | 0+1        | USOC            | 0               | 0               | -                  | -                  | -                  | -           | -           | -           | 18     | 1      |        |
| 2019                    | Atlanta United          | MLS                     | 28+1       | 0          | USOC            | 5               | 1               | CCL                | 4                  | 0                  | CC          | -           | -           | 38     | 1      |        |
| 2020                    | Atlanta United          | MLS                     | 15         | 1          | -               | -               | -               | CCL                | 4                  | 0                  | MiB         | 3           | 0           | 22     | 1      |        |
| Totale Atlanta United   | Totale Atlanta United   | Totale Atlanta United   | 56+6       | 1+1        |                 | 5               | 1               |                    | 8                  | 0                  |             | 3           | 0           | 78     | 3      |        |
| 2021                    | S.J. Earthquakes        | MLS                     | 29         | 0          | -               | -               | -               | -                  | -                  | -                  | -           | -           | -           | 29     | 0      |        |
| 2022                    | S.J. Earthquakes        | MLS                     | 25         | 0          | USOC            | 3               | 0               | -                  | -                  | -                  | -           | -           | -           | 28     | 0      |        |
| Totale S.J. Earthquakes | Totale S.J. Earthquakes | Totale S.J. Earthquakes | 54         | 0          |                 | 3               | 0               |                    | -                  | -                  |             | -           | -           | 57     | 0      |        |
| 2023                    | Banfield                | PD                      | 24         | 0          | CA+CdL          | 2+14            | 0               | -                  | -                  | -                  | TCS         | 1           | 0           | 41     | 0      |        |
| Totale Banfield         | Totale Banfield         | Totale Banfield         | 79         | 0          |                 | 21              | 0               |                    | 5                  | 0                  |             | 1           | 0           | 106    | 0      |        |
| 2024                    | San Lorenzo             | PD                      | 21         | 0          | CA+CdL          | 2+4             | 0               | CL                 | 5                  | 0                  | -           | -           | -           | 32     | 0      |        |
| 2025                    | Peñarol                 | PD                      | 11         | 0          | -               | -               | -               | CL                 | 4                  | 1                  | -           | -           | -           | 15     | 1      |        |
| Totale carriera         | Totale carriera         | Totale carriera         | 173        | 2          |                 | 32              | 1               |                    | 22                 | 1                  |             | 4           | 0           | 221    | 4      |        |

## Palmarès

### Club

#### Competizioni nazionali
- Campionato MLS: 1

Atlanta United: 2018
- U.S. Open Cup: 1

Atlanta United: 2019